# U.S. Women's Open
Het U.S. Women's Open - voluit het United States Women's Open Championship - is een major voor vrouwen, dat deel uitmaakt van de LPGA Tour. Het vindt jaarlijks plaats op verschillende golfbanen in de Verenigde Staten.
De andere majors zijn het Kraft Nabisco Championship, het Women's British Open, het LPGA Championship en The Evian Championship.
Het wordt over vier dagen gespeeld in een strokeplay-formule en na de tweede dag wordt de cut toegepast.

## Kwalificatie
Het US Women's Open is open voor elke vrouwelijke golf-professionals of -amateurs. Amateurs moeten een "USGA Handicap Index" hebben die niet boven 2,4 bedraagt. Speelsters kunnen zich kwalificeren door bepaalde golftoernooien winnen op de LPGA Tour en de Symetra Tour.

## Winnaars
| Jaar | Golfbaan                                         | Locatie                        | Winnares             | Score | Score | Info      |
| ---- | ------------------------------------------------ | ------------------------------ | -------------------- | ----- | ----- | --------- |
| 1946 | Spokane Country Club                             | Spokane, Washington            | Patty Berg           | 5&4   | 5&4   | matchplay |
| 1947 | Starmount Forest Country Club                    | Greensboro, North Carolina     | Betty Jameson        | 295   | –9    |           |
| 1948 | Atlantic City Country Club                       | Northfield, New Jersey         | Babe Zaharias        | 300   | par   |           |
| 1949 | Prince Georges Golf & Country Club               | Landover, Maryland             | Louise Suggs         | 291   | –9    |           |
| 1950 | Rolling Hills Country Club                       | Wichita, Kansas                | Babe Zaharias        | 291   | –9    |           |
| 1951 | Druid Hills Golf Club                            | Atlanta, Georgia               | Betsy Rawls          | 293   | +5    |           |
| 1952 | Bala Golf Club                                   | Philadelphia, Pennsylvania     | Louise Suggs         | 284   | +8    |           |
| 1953 | Country Club of Rochester                        | Rochester, New York            | Betsy Rawls po       | 302   | +10   |           |
| 1954 | Salem Country Club                               | Peabody, Massachusetts         | Babe Zaharias        | 291   | +3    |           |
| 1955 | Wichita Country Club                             | Wichita, Kansas                | Fay Crocker          | 299   | +11   |           |
| 1956 | Northl& Country Club                             | Duluth, Minnesota              | Kathy Cornelius po   | 302   | +11   |           |
| 1957 | Winged Foot Golf Club (East Course)              | Mamaroneck, New York           | Betsy Rawls          | 299   | +7    |           |
| 1958 | Forest Lake Country Club                         | Bloomfield, Michigan           | Mickey Wright        | 290   | –2    |           |
| 1959 | Churchill Valley Country Club                    | Pittsburgh, Pennsylvania       | Mickey Wright        | 287   | –1    |           |
| 1960 | Worcester Country Club                           | Worcester, Massachusetts       | Betsy Rawls          | 292   | +4    |           |
| 1961 | Baltusrol Golf Club (Lower Course)               | Springfield, New Jersey        | Mickey Wright        | 293   | +5    |           |
| 1962 | Dunes Golf & Beach Club                          | Myrtle Beach, South Carolina   | Murle Lindstrom      | 301   | 13    |           |
| 1963 | Kenwood Country Club                             | Cincinnati, Ohio               | Mary Mills           | 289   | –3    |           |
| 1964 | San Diego Country Club                           | Chula Vista, Californië        | Mickey Wright po     | 290   | –3    |           |
| 1965 | Atlantic City Country Club                       | Northfield, New Jersey         | Carol Mann           | 290   | +2    |           |
| 1966 | Hazeltine National Golf Club                     | Chaska, Minnesota              | Sandra Spuzich       | 297   | +9    |           |
| 1967 | The Homestead                                    | Hot Springs, Virginia          | Catherine Lacoste am | 294   | +6    |           |
| 1968 | Moselem Springs Golf Club                        | Fleetwood, Pennsylvania        | Susie Berning        | 289   | +5    |           |
| 1969 | Scenic Hills Country Club                        | Pensacola, Florida             | Donna Caponi         | 294   | +6    |           |
| 1970 | Muskogee Country Club                            | Muskogee, Oklahoma             | Donna Caponi         | 287   | –1    |           |
| 1971 | Kahkwa Club                                      | Erie, Pennsylvania             | JoAnne Carner        | 288   | par   |           |
| 1972 | Winged Foot Golf Club (East Course)              | Mamaroneck, New York           | Susie Berning        | 299   | +11   |           |
| 1973 | Country Club of Rochester                        | Rochester, New York            | Susie Berning        | 290   | +2    |           |
| 1974 | La Grange Country Club                           | La Grange, Illinois            | Sandra Haynie        | 295   | +7    |           |
| 1975 | Atlantic City Country Club                       | Northfield, New Jersey         | Sandra Palmer        | 295   | +7    |           |
| 1976 | Rolling Green Golf Club                          | Springfield, Pennsylvania      | JoAnne Carner po     | 292   | +8    |           |
| 1977 | Hazeltine National Golf Club                     | Chaska, Minnesota              | Hollis Stacy         | 292   | +4    |           |
| 1978 | Country Club of Indianapolis                     | Indianapolis, Indiana          | Hollis Stacy         | 289   | +5    |           |
| 1979 | Brooklawn Country Club                           | Fairfield, Connecticut         | Jerilyn Britz        | 284   | par   |           |
| 1980 | Richland Country Club                            | Nashville, Tennessee           | Amy Alcott           | 280   | –4    |           |
| 1981 | La Grange Country Club                           | La Grange, Illinois            | Pat Bradley          | 279   | –9    |           |
| 1982 | Del Paso Country Club                            | Sacramento, Californië         | Janet Alex           | 283   | –5    |           |
| 1983 | Cedar Ridge Country Club                         | Tulsa, Oklahoma                | Jan Stephenson       | 290   | +6    |           |
| 1984 | Salem Country Club                               | Peabody, Massachusetts         | Hollis Stacy         | 290   | +2    |           |
| 1985 | Baltusrol Golf Club (Upper Course)               | Springfield, New Jersey        | Kathy Baker          | 280   | –8    |           |
| 1986 | NCR Country Club                                 | Kettering, Ohio                | Jane Geddes po       | 287   | –1    |           |
| 1987 | Plainfield Country Club                          | Edison, New Jersey             | Laura Davies po      | 285   | –3    |           |
| 1988 | Baltimore Country Club (Five Farms, East Course) | Baltimore, Maryland            | Liselotte Neumann    | 277   | –7    |           |
| 1989 | Indianwood Golf & Country Club (Old Course)      | Lake Orion, Michigan           | Betsy King           | 278   | –2    |           |
| 1990 | Atlanta Athletic Club (Riverside Course)         | Duluth, Georgia                | Betsy King           | 284   | –4    |           |
| 1991 | Colonial Country Club                            | Fort Worth, Texas              | Meg Mallon           | 283   | –1    |           |
| 1992 | Oakmont Country Club                             | Oakmont, Pennsylvania          | Patty Sheehan po     | 280   | par   |           |
| 1993 | Crooked Stick Golf Club                          | Carmel, Indiana                | Lauri Merten         | 280   | –4    |           |
| 1994 | Indianwood Golf & Country Club (Old Course)      | Lake Orion, Michigan           | Patty Sheehan        | 277   | –7    |           |
| 1995 | Broadmoor Golf Club (East Course)                | Colorado Springs, Colorado     | Annika Sörenstam     | 278   | –2    |           |
| 1996 | Pine Needles Lodge & Golf Club                   | Southern Pines, North Carolina | Annika Sörenstam     | 272   | –8    |           |
| 1997 | Pumpkin Ridge Golf Club (Witch Hollow Course)    | North Plains, Oregon           | Alison Nicholas      | 274   | –10   |           |
| 1998 | Blackwolf Run Club (Composite Course)            | Kohler, Wisconsin              | Se Ri Pak po         | 290   | +6    |           |
| 1999 | Old Waverly Golf Club                            | West Point, Mississippi        | Juli Inkster         | 272   | –16   |           |
| 2000 | The Merit Club                                   | Gurnee, Illinois               | Karrie Webb          | 282   | –6    |           |
| 2001 | Pine Needles Lodge & Golf Club                   | Southern Pines, North Carolina | Karrie Webb          | 273   | –7    |           |
| 2002 | Prairie Dunes Golf Club                          | Hutchinson, Kansas             | Juli Inkster         | 276   | –4    |           |
| 2003 | Pumpkin Ridge Golf Club (Witch Hollow Course)    | North Plains, Oregon           | Hilary Lunke po      | 283   | –1    |           |
| 2004 | The Orchards Golf Club                           | South Hadley, Massachusetts    | Meg Mallon           | 274   | –10   |           |
| 2005 | Cherry Hills Country Club                        | Cherry Hiils Village, Colorado | Birdie Kim           | 287   | +3    |           |
| 2006 | Newport Country Club                             | Newport, Rhode Island          | Annika Sörenstam po  | 284   | par   |           |
| 2007 | Pine Needles Lodge & Golf Club                   | Southern Pines, North Carolina | Cristie Kerr         | 279   | –5    |           |
| 2008 | Interlachen Country Club                         | Edina, Minnesota               | Inbee Park           | 283   | –9    |           |
| 2009 | Saucon Valley Country Club                       | Bethlehem, Pennsylvania        | Eun-Hee Ji           | 284   | par   |           |
| 2010 | Oakmont Country Club                             | Oakmont, Pennsylvania          | Paula Creamer        | 281   | –3    |           |
| 2011 | Broadmoor Golf Club (East Course)                | Colorado Springs, Colorado     | Ryu So-yeon po       | 281   | –3    |           |
| 2012 | Blackwolf Run (Composite Course)                 | Kohler, Wisconsin              | Choi Na-yeon         | 281   | –7    |           |
| 2013 | Sebonack Golf Club                               | Southampton, New York          | Inbee Park           | 280   | –8    |           |
| 2014 | Pinehurst Resort (Course No. 2)                  | Pinehurst, North Carolina      | Michelle Wie         | 278   | –2    |           |
| 2015 | Lancaster Country Club                           | Lancaster, Pennsylvania        | Chun In-gee          | 272   | –8    |           |
| 2016 | CordeValle Golf Club                             | San Martin, Californië         | Brittany Lang po     | 282   | –6    |           |
| 2017 | Trump National Golf Club                         | Bedminster, New Jersey         | Choi Hye-jin am      | 277   | −11   |           |
| 2018 | Shoal Creek Golf and Country Club                | Shoal Creek, Alabama           | Ariya Jutanugarn     | 277   | −11   |           |

| Toernooirecord |  | po = winnares na play-off |  | am = amateur |

### Meervoudig winnaressen
| Golfster         | Totaal | Jaren                  |
| ---------------- | ------ | ---------------------- |
| Betsy Rawls      | 4      | 1951, 1953, 1957, 1960 |
| Mickey Wright    | 4      | 1958, 1959, 1961, 1964 |
| Babe Zaharias    | 3      | 1948, 1950, 1954       |
| Susie Berning    | 3      | 1968, 1972, 1973       |
| Hollis Stacy     | 3      | 1977, 1978, 1984       |
| Annika Sörenstam | 3      | 1995, 1996, 2006       |
| Louise Suggs     | 2      | 1949, 1952             |
| Donna Caponi     | 2      | 1969, 1970             |
| JoAnne Carner    | 2      | 1971, 1976             |
| Betsy King       | 2      | 1989, 1990             |
| Patty Sheehan    | 2      | 1992, 1994             |
| Karrie Webb      | 2      | 2000, 2001             |
| Juli Inkster     | 2      | 1999, 2002             |
| Meg Mallon       | 2      | 1991, 2004             |
| Inbee Park       | 2      | 2008, 2013             |

| Grand Slam |